# Alexejewka (Kaliningrad, Krasnosnamensk)
Alexejewka (russisch Алексеевка; deutsch Klein Kackschen, 1938–1945 Kleinbirkenhain, litauisch Mažieji Kakšiai) ist eine Siedlung im Rajon Krasnosnamensk in der russischen Oblast Kaliningrad. Der Ort liegt an der Regionalstraße 27A-025 (ex R508) zwischen den Rajonstädten Neman und Krasnosnamensk am Rande des teilweise abgebauten Hochmoores Kacksche Balis und gehört zur kommunalen Selbstverwaltungseinheit Munizipalkreis Krasnosnamensk.

## Geschichte
Der Fund eines ostbaltischen Randbeils im Ort lässt auf den Aufenthalt von Menschen in diesem Raum schon vor vielen Jahrhunderten schließen. Klein Kackschen, in Unterscheidung zum südlich gelegenen Groß Kackschen, war um 1780 ein Schatulldorf. Im Jahr 1874 wurde die Landgemeinde Klein Kackschen in den neu gebildeten Amtsbezirk Kackschen im Kreis Ragnit eingeordnet. Mit diesem gelangte der Ort 1909 in den Amtsbezirk Wedereitischken. Seit 1922 gehörte er zum Kreis Tilsit-Ragnit. Im Jahr 1938 wurde Klein Kackschen als Kleinbirkenhain in das inzwischen in Birkenhain umbenannte ehemalige Groß Kackschen eingemeindet.
Im Jahr 1945 kam der Ort mit dem nördlichen Ostpreußen zur Sowjetunion. 1947 erhielt er wieder eigenständig den russischen Namen Alexejewka und wurde gleichzeitig dem Dorfsowjet Timofejewski selski Sowet im Rajon Krasnosnamensk zugeordnet. Von 2008 bis 2015 war Alexejewka Namensgeber einer Landgemeinde mit Sitz in Timofejewo. Im Jahr 2016 wurde der Ort in den neu gebildeten Stadtkreis Krasnosnamensk eingegliedert. Seit 2022 gehört Alexejewka zum Munizipalkreis Krasnosnamensk.

### Einwohnerentwicklung
| Jahr | Einwohner | Bemerkungen                              |
| ---- | --------- | ---------------------------------------- |
| 1867 | 67        |                                          |
| 1871 | 66        |                                          |
| 1885 | 160       | davon 58 Juden                           |
| 1905 | 122       | davon 37 litauischsprachige und 10 Juden |
| 1910 | 122       |                                          |
| 1984 | ~ 120     |                                          |
| 2002 | 178       |                                          |
| 2010 | 199       |                                          |
| 2021 | 162       |                                          |

### Alexejewskoje selskoje posselenije 2008–2015

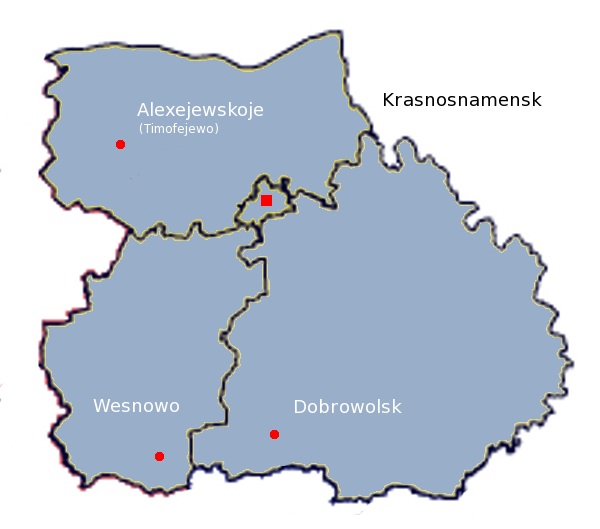
Lage der Landgemeinde Alexejewskoje selskoje posselenije im Norden des Rajon Krasnosnamensk

Die Landgemeinde Alexejewskoje selskoje posselenije (ru. Алексеевское сельское поселение) wurde im Jahr 2008 eingerichtet. Die in der Landgemeinde versammelten Siedlungen gehörten vorher zu den Dorfbezirken Chlebnikowski selski okrug, Nemanski selski okrug und Timofejewski selski okrug. Der Verwaltungssitz dieser Gemeinde befand sich in Timofejewo. Auf einer Fläche von 348 km² betrug im Jahr 2010 die Einwohnerzahl 2.871. Ende 2015 wurde die Landgemeinde aufgelöst und deren Siedlungen in den neu gebildeten Stadtkreis Krasnosnamensk eingegliedert.
| Ortsname                           | deutscher Name                                                              |
| ---------------------------------- | --------------------------------------------------------------------------- |
| Abramowo (Абрамово)                | Dickschen/Lindbach und Klein Rudminnen/Kleinruden                           |
| Alexejewka (Алексеевка)            | Klein Kackschen/Kleinbirkenhain                                             |
| Bobrowo (Боброво)                  | Ellernthal, Groß Rudminnen/Wietzheim und Königshuld II                      |
| Dolgoje (Долгое)                   | Beinigkehmen/Beinicken                                                      |
| Dolschanskoje (Должанское)         | Budupönen-Uthelen/Hartigsberg                                               |
| Illowaiskoje (Илловайское)         | Jucknaten/Meißnersrode und Lubinehlen/Lubenwalde                            |
| Kalatschejewo (Калачеево)          | Klein Schillehlen/Kleinschollen, Pötkallen/Pötken und Augskallen/Güldenflur |
| Kraineje (Крайнее)                 | Juckstein, Dundeln und Pabuduppen/Finkenhagen                               |
| Lagernoje (Лагерное)               | Lenken                                                                      |
| Liwenskoje (Ливенское)             | Galbrasten/Dreifurt und Kragelischken/Kragelingen                           |
| Nemanskoje (Неманское)             | Trappönen/Trappen                                                           |
| Nikolskoje (Никольское)            | Giewerlauken/Hirschflur                                                     |
| Petropawlowskoje (Петропавловское) | (Neu) Eggleninken/Lindengarten und Groß Schillehlen/Großschollen            |
| Pogranitschny (Пограничный)        | Schillehnen/Waldheide und Dirwehlen/Wehlen                                  |
| Poljanskoje (Полянское)            | Ballupönen/Ballen, Uszballen/Lindnershorst und Königshuld/Friedrichsweiler  |
| Pugatschowo (Пугачёво)             | Neu Skardupönen/Grenzwald                                                   |
| Sadowo (Садово)                    | Groß Kackschen/Birkenhain                                                   |
| Saretschnoje (Заречное)            | Tulpeningken/Tulpeningen und Woitekaten/Ostfurt                             |
| Selenodolje (Зеленодолье)          | Neu Lubönen/Memelwalde                                                      |
| Selenolessje (Зеленолесье)         | Gricklaugken/Bönick                                                         |
| Timofejewo (Тимофеево)             | Wedereitischken/Sandkirchen und Neu Krauleidszen/Sammelhofen                |

## Kirche
Mehrheitlich war die Bevölkerung Klein Kackschens resp. Klienbirkenhais vor 1945 evangelischer Konfession. Das Dorf war in das Kirchspiel der Kirche Wedereitischken (der Ort hieß zwischen 1938 und 1945: Sandkirchen, heute russisch: Timofejewo) eingepfarrt, die zur Diözese Ragnit im Kirchenkreis Tilsit-Ragnit innerhalb der Kirchenprovinz Ostpreußen der Kirche der Altpreußischen Union gehörte. Heute liegt Alexejewka im Einzugsbereich der neu entstandenen evangelisch-lutherischen Gemeinde in Sabrodino (Lesgewangminnen, 1938 bis 1946 Lesgewangen) in der Propstei Kaliningrad (Königsberg) der Evangelisch-lutherischen Kirche Europäisches Russland.